# 平野万里
平野 万里（ひらの ばんり、1885年5月25日 - 1947年2月10日）は、歌人、詩人である。本名は平野久保（ひさやす）。
埼玉県北足立郡大門町（現：さいたま市緑区）の甚三の次男として生まれる。1890年一家が上京し、本郷森川町三二番地に住んだ。実家は煙草屋を営み、生まれたばかりの森於菟を5歳まで預かった。
本郷区立駒本尋常高等小学校（現・文京区立駒本小学校）を経て、当時、錦城、共立、日本中学と並んで、東京の四大私立学校の一つに数えられていた有名校郁文館中学に学ぶ。同校を1901年卒業の年、新詩社入社、翌年9月一高入学。1905年東京帝大工科大学応用化学科に進んだ。「明星」に短歌・詩・翻訳などを多数発表している。1907年、歌集『わかき日』刊行。
1908年に大学を卒業、その翌年横浜の会社に入り、1910年満鉄中央試験所の技師として大連に赴任する。その間「明星」廃刊のあと、石川啄木らと「スバル」創刊に尽し、同誌に小説・戯曲を発表している。1912年末から1915年までドイツに留学、帰国後農商務省技師となり、1938年商工省退官まで勤めた。大正前期作歌は一時中断したが、1921年第二次「明星」創刊に参画してから、与謝野夫妻が没するまで与謝野鉄幹、与謝野晶子夫妻と相伴うようにして協力し、同行して作品を発表した。1923年には、『鴎外全集』の編集子も務めている。
妻で歌人の玉野花子とともに、多磨霊園に眠る。

## 著書
- 『若き日』左久良書房 1907
- 『晶子鑑賞』三省堂 1949
- 『平野萬里全歌集』砂子屋書房 2004
- 『平野萬里全詩集』砂子屋書房 2006
- 『平野萬里評論集』砂子屋書房 2006